# Ivan Grgat
Ivan Grgat (nacido el 22 de septiembre de 1974 en Sinj, Croacia) es un exjugador de baloncesto croata. Con 2.10 metros de estatura, jugaba en la posición de pívot.

## Trayectoria
- Cibona Zagreb (1990-1999)
- Dubrava (1992-1993)
- Dubrava (1995-1996)
- Žalgiris Kaunas (1999)
- Anwil Włocławek  (1999-2000)
- Le Mans Sarthe Basket (2000-2001)
- KK Zadar (2001-2002)
- Aris Salónica BC (2002-2003)
- Maroussi BC (2003-2004)
- PAOK Salónica BC (2004-2005)
- CB Málaga  (2005)
- AE Apollon Patras (2005-2006)
- BC Körmend (2006-2007)
- JL Bourg-en-Bresse (2007)
- Maksimir Zagreb  (2008)
- ECE Bulls Kapfenberg  (2008)
- Achilleas (2009)
- HKK Široki (2009-2010)
- Križevci (2011-2012)
- Građanski Šibenik (2012-2013)
- Dubrava (2013-2014)
- Hermes Zagreb (2014-2015)